# Pharnaceum
Pharnaceum là một chi gồm các loài thực vật có hoa nằm trong họ Molluginaceae, được Carl Linnaeus mô tả đầu tiên năm 1753.

## Các loài
Chi này bao gồm khoảng 25-30 loài chủ yếu sinh sống ở Nam Phi, với một vài loài trải dài khu vực phân bố tới Namibia và 1 loài ở Zimbabwe. Danh sách dưới đây dựa vào The Plant List (trừ P. scleranthoides được chuyển sang chi Suessenguthiella với danh pháp Suessenguthiella scleranthoides và P. suffruticosum Baker, 1883 được Christenhusz et al. (2014) chuyển sang chi Kewa với danh pháp Kewa suffruticosa) và Thulin et al. (2016):
- Pharnaceum albens L. f., 1782
- Pharnaceum alpinum Adamson, 1957
- Pharnaceum aurantium Druce, 1917
- Pharnaceum brevicaule Bartl., 1832
- Pharnaceum ciliare Adamson, 1957
- Pharnaceum confertum Eckl. & Zeyh., 1836
- Pharnaceum cordifolium L., 1760
- Pharnaceum croceum E. Mey. ex Fenzl, 1839
- Pharnaceum detonsum Fenzl, 1839
- Pharnaceum dichotomum L. f., 1782
- Pharnaceum elongatum  (DC.) Adamson, 1957 (đồng nghĩa P. incanum L., 1753[4])
- Pharnaceum exiguum Adamson, 1957
- Pharnaceum fluviale Eckl. & Zeyh., 1836
- Pharnaceum gracile Fenzl, 1839
- Pharnaceum lanatum Bartl., 1832
- Pharnaceum lanuginosum J.C. Manning & Goldblatt, 2000
- Pharnaceum lineare L. f., 1782
- Pharnaceum microphyllum L.f., 1782
- Pharnaceum namaquense (Bolus ex Schltr.) Thulin, 2016 (đồng nghĩa: Mollugo namaquensis Bolus ex Schltr., 1899)[4]
- Pharnaceum pusillum Schltr., 1899 (đồng nghĩa: Mollugo pusilla  (Schltr.) Adamson, 1957)[4]
- Pharnaceum rubens Adamson, 1957
- Pharnaceum serpyllifolium L. f., 1782
- Pharnaceum subtile E. Mey. ex Fenzl, 1839 (gồm cả Mollugo tenella Bolus, 1899)[4]
- Pharnaceum thunbergii Adamson, 1942
- Pharnaceum trigonum Eckl. & Zeyh., 1836
- Pharnaceum verrucosum Eckl. & Zeyh., 1836
- Pharnaceum viride Adamson, 1957